# Jean-Pierre Améris

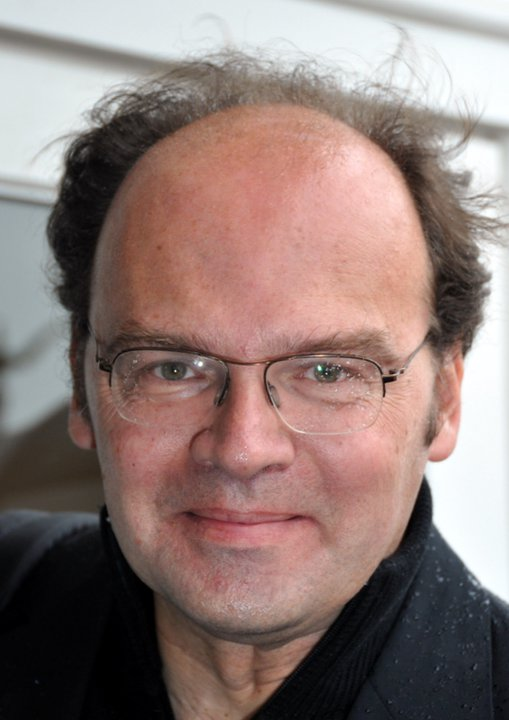
Améris vid filmfestivalen i Cabourg 2011

Jean-Pierre Améris, född 26 juli 1961 i Lyon, är en fransk filmregissör och manusförfattare. Han är utbildad vid IDHEC och långfilmsdebuterade 1994 med Le Bateau de mariage.

## Filmregi i urval
- Le bateau de mariage (1994)
- Les aveux de l'innocent (1996)
- Dåligt sällskap (1999)
- C'est la vie (2001)
- Poids léger (2004)
- Je m'appelle Elisabeth (2006)
- Maman est folle (TV-film, 2007)
- Franska nerver (2010)
- La joie de vivre (TV-film, 2012)
- L'homme qui rit (2012)
- Marie Heurtin (2014)
- Une famille à louer (2015)
- Nez de cuir (2016)